# Seredynobudský rajón
Seredynobudský rajón (ukrajinsky Середино-Будський район) byl rajón v Sumské oblasti na Ukrajině. Hlavním městem byla Seredyna-Buda a rajón měl přibližně 16 tisíc obyvatel. 

## Sídla v rajónu
- Seredyna-Buda
- Znob-Novhorodske